# 遠藤隆吉
遠藤 隆吉（えんどう りゅうきち、1874年10月2日 - 1946年2月5日）は、日本の思想家、社会学者、教育者。私立巣鴨学園の創設者である。

## 経歴
1874年、前橋藩士族 遠藤千次郎・はる夫妻の長男として現在の群馬県前橋市神明町で生まれた。1892年、群馬県尋常中学校（現・群馬県立前橋高等学校）を卒業。第一高等学校で学び、1896年に卒業。東京帝国大学文科大学哲学科に進んで、1899年に卒業。
翌1900年、東京高等師範学校講師に就任。しかし、遠藤隆吉は徹底した実学主義であり、官僚を嫌っていた。東京高等師範学校が教授として迎えようとした時「私は官学に行くつもりはない」と言って断ったという。1910年5月、私塾「巣園学舎」を設立。自らが理想とする教育理念「硬教育」による英才教育を唱え、文武の鍛錬と人格陶冶の実践の場とした。そのため、当時の私学創設は一般に大財閥などからの寄付等で設立されることが多かったが、遠藤隆吉は個人の私財を投じて学園を創設した。1922年4月、旧制巣鴨中学校を創立。 
1937年、大腸菌による腎盂炎、膀胱炎を発症。1946年、脳梗塞により死去した。

### 職歴
- 1900年：東京高等師範学校講師就任
- 1922年：旧制巣鴨中学校創立
- 1928年：旧制巣鴨高等商業学校（現・千葉商科大学）創立
- 1931年：私立成美高等女学校校長を短期間ながら兼務
- 1936年：財団法人巣鴨学園総裁に就任。校長を長男遠藤健吉に譲る。

## 研究内容・業績
- 遠藤隆吉の教育理念は「硬教育」というものであった。これは生徒に文武の鍛錬など困難なことを強いることが様々な知識を得て人格陶冶のためには必要であるという教育観であった。

## 家族・親族
- 父：遠藤千次郎
- 妻：遠藤夏は初代東京音楽学校（現東京芸術大学音楽学部）校長を務めた、貴族院議員・伊沢修二の長女。
- 4男6女と10人の子宝に恵まれたが、長女を20歳で、次男は17ヶ月で亡くしている。法学者の近藤英吉は娘婿である。
- 六女：遠藤幸（まさ）の婿は堀内政三。堀内政三は1956～2007年の51年間、巣鴨学園の校長であった。

## 著作等
「東西の文化的競争」（1925年3～4月、東京放送局より放送）、社団法人東京放送局編『ラヂオ講演集 第一輯』日本ラジオ協会、1925年11月、59～62頁。

### 著作目録
- 1900年（明治33年）
  - 『支那哲學史』井上哲次郎閲、金港堂
- 1901年（明治34年）
  - 『現今之社會學』金昌堂・集成堂
- 1902年（明治35年）
  - 『社會學及研究法』同文館
- 1904年（明治37年）
  - 『日本社會の發達及思想の変遷』同文館
  - 『支那思想發達史』冨山房
- 1905年（明治38年）
  - 『國家論』文明堂
  - 『英語の發音』大日本図書
  - 『虚無恬淡主義』弘道館
  - 『小學發音指南』大日本図書
  - 『社會史論』同文館
- 1906年（明治39年）
  - 『發音學:視話音學』博文館
- 1907年（明治40年）
  - 『社會學講話』同文館
  - 『社會學』成美堂
  - 『社會情調と教育』社会学研究所
  - 『哲學入門』同文館
  - 『發音と表情』社会学研究所
- 1908年（明治41年）
  - 『社會心理と教育』成美堂
  - 『教育學の國家的建設』弘道館
  - 『近世社會學』成美堂
- 1909年（明治42年）
  - 『東洋倫理學』弘道館
  - 『軟教育と硬教育』弘道館
- 1910年（明治43年）
  - 『硬教育』冨山房（巣鴨学園 1984）
  - 『生活の趣味』冨山房
  - 『孔子傳』丙午出版社
- 1911年（明治44年）
  - 『東洋倫理研究』弘道館
  - 『漢學の革命』育英舎
  - 『常識百話』冨山房
  - 『詔勅と日本人の精神』巣園学舎
  - 『陰符経』巣園学舎出版部
- 1912年（明治45年・大正元年）
  - 『日本我』巣園学舎出版部（大空社、1996）
  - 『學校の意味』博文館
- 1913年（大正2年）
  - 『綜合心理學』巣園学舎出版部
  - 『自殺論』巣園学舎出版部
  - 『易と人生 巣園論集』巣園学舎出版部
- 1914年（大正3年）
  - 『社會』星文館
  - 『理想の人物』金尾文淵堂
- 1915年（大正4年）
  - 『社會學近世の問題』教育新潮研究会
  - 『青年の進路:修養と成功』国民書院
  - 『讀書法』巣園學舎出版部
- 1916年（大正5年）
  - 『社會力』大日本学術協会
  - 『道徳と品性』広文堂
  - 『易の原理及占筮』明誠館書店
- 1917年（大正6年）
  - 『勉強法』巣園学舎出版部
  - 『大正國民の修養』明誠館
  - 『常識百話と生活の趣味』冨山房
- 1920年（大正9年）
  - 『亞細亞研究緒論 第1輯』
- 1921年（大正10年）
  - 『易學大系』明誠館
- 1922年（大正11年）
  - 『老子研究』明誠館
  - 『社會學原論』巌松堂書店
- 1923年（大正12年）
  - 『國體論』巖松堂書店
- 1924年（大正13年）
  - 『人間生活の實現』東盛堂
  - 『人文東洋主義』巣園学舎出版部
  - 『人文東洋主義と社会改造』教文社
- 1925年（大正14年）
  - 『思想講話』教文社
  - 『老子をして今日に在らしめば』早稲田大學出版部
  - 『易の處世哲學』早稻田大學出版部
- 1926年（大正15年）
  - 『教育及教育學の背景』冨山房
- 1928年（昭和3年）
  - 『思想善導の意義及方法 社會及國體研究録』社会学研究所
  - 『世界思想講話』帝國中學會
- 1930年（昭和5年）
  - 『勅語と國家及社會』泰山房・明治書院
- 1933年（昭和8年）
  - Japan, China and Manchukuo the Kingly Way. The Eastern Asiatic Society.
- 1934年（昭和9年）
  - Kodo-no-Nippon : Being a Vindication of Nipponism 国際協会出版
- 1935年（昭和10年）
  - 『易學入門』言海書房
- 1936年（昭和11年）
  - 『エンドイズムと実際』
  - 『孝経及東西洋の孝道』巣鴨学舎出版部
  - 『國體明徴三千年史の大略』
  - 『古事記概論』
  - 『中等漢文読本 入門編』
- 1937年-1938年（昭和12-13年）
  - 『巣園集』巣園學舎出版部
- 1938年（昭和13年）
  - 『巣園自傳』巣園学舎出版部
- 1939年（昭和14年）
  - 『學問概論』巣園学舎出版部
  - 『生々示碑註解』巣園学舎出版部
  - 『大東策』巣園学舎出版部
- 1941年（昭和16年）
  - 『生々示修養教本』（西田書店 1992） 上巻 下巻
- 1941年（昭和16年）
  - 『巣園哲学』巣園学舎出版部
  - 『巣園日記』巣園学舎出版部
- 1942年（昭和17年）
  - 『大東亞世界観』巣園学舎出版部

### 共編著
- 『發音統計』（編）社会学研究所 1908
- 1910年（明治43年）『男女青年之心理及教育』（市川源三共著）敬文館（日本図書センター、1991）
- 1915年-1917年（大正4-6年）『日本國粹全書』（編）日本國粹全書刊行會

### 翻訳
- ギツヂングス『社會學』東京專門學校出版部 1900
- 山鹿素行『士道』訂 広文堂 1910
- 1910年（明治43年） 『経外遺伝逸語訓訳』曹庭棟編注 博文館
- ウォード『應(応)用社會學』共訳 大日本文明協会事務所 1913

### 記念論集
- 1934年『遠藤先生華甲寿記念論文集』（高柳忠二編輯）遠藤隆吉博士還暦記念会